# Lewisia maguirei
Lewisia maguirei är en källörtsväxtart som beskrevs av A. H. Holmgr. Lewisia maguirei ingår i släktet Lewisia och familjen källörtsväxter. Inga underarter finns listade i Catalogue of Life.